# Lev Sergeyevich Termen
Lev Sergeyevich Termen (tiếng Nga: Лев Сергеевич Термен, IPA: [ˈlʲef sʲɪrˈɡʲejɪvʲɪtɕ tʲɪrˈmʲen]; 27 tháng 8 [lịch cũ 15 tháng 8] năm 1896 – 3 tháng 11 năm 1993), được biết đến nhiều hơn với tên Leon Theremin, là một nhà phát minh người Nga, với phát minh nổi tiếng nhất của ông là theremin, một trong những nhạc cụ điện tử đầu tiên và được  sản xuất hàng loạt sau đó. Ông cũng là một trong những nhà khoa học tiên phong nghiên cứu về lĩnh vực vô tuyến. Thiết bị nghe lén của ông, "The Thing", từng được treo ở một góc phẳng của Đại sứ quán Hoa Kỳ tại văn phòng Moskva và giúp các điệp viên Liên xô nghe lén được nhiều cuộc trò chuyện bí mật.

## Đầu đời
Leon Theremin sinh ra tại Saint Petersburg, Đế quốc Nga năm 1896. Bố của ông Sergei Emilievich Theremin, có gốc gác là người Pháp Huguenot . Mẹ của ông là Yevgenia Antonova Orzhinskaya mang trong mình dòng máu gốc Đức. Ông có một người chị em gái tên Helena.
Năm lên lớp 7, trong một tiết mục trước nhiều học sinh và phụ huynh ông đã trình diễn nhiều hiệu ứng quang học sử dụng điện .

### DIY
- DIY Hardware and Software Discussion forum at Electro-music.com
- The Synth-DIY email list
- Music From Outer Space Lưu trữ ngày 11 tháng 1 năm 2006 tại Wayback Machine Information and parts to self-build a synthesizer.
- Synthesizer do it yourself a wiki about DIY electronic musical instruments

### Museums and collections
- Horniman Museum's music gallery, London, UK. Has one or two synths behind glass.
- Moogseum, Asheville, North Carolina, US
- Musical Museum, Brentford, London, UK. Mostly electro-mechanical instruments.
- Musical Instrument Museum, Phoenix, Arizona, US
- Staatliches Institut für Musikforschung, Berlin, Germany
- Swiss Museum & Center for Electronic Music Instruments
- The National Music Centre Collection, Canada
- Vintage Synthesizer Museum, California, US
- Washington And Lee University Synthesizer Museum Lưu trữ ngày 15 tháng 8 năm 2018 tại Wayback Machine, Washington, US